# Русские в Швейцарии
Русская община в Швейцарии существует издавна, так как на протяжении веков эта страна становилась местом жительства для русских аристократов, «местом силы» для творческой интеллигенции и местом убежища для российских политэмигрантов.

## История
В 1687 году состоялся обмен грамотами между магистратом Женевы и царем Иваном V. С XVIII века контакты между Российской империей в Швейцарией стали регулярными. К концу столетия посещение этой страны стало обязательной частью путешествия российских подданных по Европе.

### XIX век
В 1815 году на Венском конгрессе Россия стала одним из гарантов «вечного нейтралитета» Швейцарии, а в следующем году было официально положено начало дипломатическим отношениям между двумя странами.
Тогда же при российской миссии в Берне была открыта первая в Швейцарии православная домовая церковь, закрытая в 1848 году. В 1862 году городские власти Женевы предоставили православному приходу участок земли для строительства церкви и в 1863—1869 годах был возведен Крестовоздвиженский храм. Другой православный храм был построен в 1878 году в Веве на средства графа Шувалова.
Со второй половины XIX века Швейцария стала популярным направлением среди российских ученых и студентов. Наибольшее число русских учащихся в университетах страны было достигнуто в 1906—1907 годах: 36 % иностранных студентов были из России.
Российские студентки сыграли важную роль в развитии швейцарского женского высшего образования: они стали первыми и в течение многих лет были самой многочисленной национальностью в местных ВУЗах. В 1864 году российская подданная Надежда Суслова поступила в Цюрихский университет и в 1867 году стала первой русской женщиной-доктором медицины. В 1906 году другая россиянка Анна Тумаркина в Бернском университете стала первой женщиной-профессором в возрасте 34 лет.
С конца XIX века важное место в истории русскоязычной диаспоры в Швейцарии занимает российская политическая эмиграция, история которой началась, когда гражданство этой страны получил Герцен. В Женеве он вместе с Огаревым издавал «Колокол». В 1870 году убежище в Швейцарии получил анархист Бакунин, умерший и похороненый в Берне. Другой анархист, князь Кропоткин, сначала тоже уехал в эту страну, но в 1881 году был выслан по требованию российского правительства. В Швейцарию в 1880 году эмигрировал теоретик марксизма Плеханов, проведя в ней большую часть своего многолетнего изгнания. В Берне, Цюрихе и Женеве долго жил Ленин.
В 1902 году из Лукьяновской тюрьмы в Киеве бежали одиннадцать арестованных распространителей газеты «Искра». После этого десять из них, в том числе известный революционер Николай Бауман и будущий нарком иностранных дел Максим Литвинов, встретились в Швейцарии, откуда отправили телеграмму в Россию шефу жандармов: «Все вместе мы празднуем удачный исход нашего побега в ресторанчике у Рейнского водопада, о чем посылаем телеграфное извещение за всеми нашими подписями генералу Новицкому».

### XX век
Во время Первой мировой войны в Швейцарии в качестве дезертиров или бежавших военнопленных оказались около 3 тысяч военнослужащих русской армии. После этого в Давосе возник Комитет помощи русским военнопленным. Его деятельность вызывала недовольство посольства России в Берне, так как оно преследовало цель возвращать бывших солдат на родину, а комитет информировал их о возможностях дальнейшего нахождения в стране.
После событий революции 1917 года в Швейцарии ещё оставались российские эмигранты, но полноценная диаспора распалась. Тем не менее в стране жили многие представители «белой эмиграции» (в том числе некоторые Романовы). Отношение к Советской России / Советскому Союзу между мировыми войнами здесь было резко отрицательным. Особенно ярко это проявилось после того как 10 мая 1923 года в Лозанне бывший белогвардейский офицер швейцарского происхождения Морис Конради застрелил советского дипломата Вацлава Воровского. Состоявшийся в том же году и получивший широкий международный резонанс швейцарский суд присяжных большинством в девять голосов против пяти оправдал Конради. Уже в июне 1923 года правительство СССР издало декрет о бойкоте Швейцарии, суть которого заключалась в разрыве государственных и запрете частных торговых отношений, а также запрещении въезда в СССР швейцарских граждан, не принадлежащих к рабочему классу.
В 1927 году между странами были разорваны и на протяжении почти тридцати лет отсутствовали дипломатические отношения. В 1939 году глава МИД Швейцарии потребовал исключения СССР из Лиги Наций — уникальный случай за всё время существования этой организации.
К 1940 году Швейцария была окружена державами «оси». На тот момент на территории страны уже были организованы лагеря для интернированных солдат армий государств, побежденных Германией. Позже они пополнялись за счет как бежавших из немецких концлагерей пленных солдат антигитлеровской коалиции, так и итальянских уклонистов и дезертиров.
Вторая мировая война привела к появлению в Швейцарии новой крупной российской общины, составившейся из оказавшихся здесь советских военнослужащих с одной стороны и коллаборационистов из РОА и национальных формирований вермахта с другой. Первая группа советских беглецов оказалась в стране в 1944 году. В начале 1945 года сюда удалось бежать 8 тысячам советских военнопленных. К моменту капитуляции Германии в швейцарских лагерях находились около 11 тысяч бойцов Красной армии, но также здесь было интернировано и некоторое количество коллаборационистов. И те и другие покинули эти лагеря в августе—сентябре 1945 года, после завершения войны в Европе, но часть интернированных не захотела отправиться в СССР (в основном коллаборационисты). Им было объявлено, что они «будут пользоваться правом убежища до тех пор, пока не смогут уехать в другую страну».
В 1944 году в Базеле было восстановлено не действовавшее с 1925 года общество «Швейцария-СССР», а в 1946 году между странами были восстановлены дипломатические отношения. В послевоенный период Швейцария оставалась местом пребывания как для белоэмигрантов, так и для некоторых эмигрантов из СССР (отказников или лишенных советского гражданства). Например, гроссмейстер-невозвращенец Корчной прожил в стране с 1978 года (когда был лишен гражданства СССР) до своей смерти в 2016 году (гражданство Швейцарии шахматист получил в 1994 году).

### Современность
Распад социалистического блока создал условия для роста русскоязычной диаспоры: по официальным данным Федерального бюро статистики Швейцарии, с 1990-х годов эта община в стране неуклонно увеличивается. В 1995 году в Швейцарии проживало около 5 тысяч россиян с ПМЖ, в 2002 году 6 тысяч, в 2007 году 10 тысяч. Тем не менее, это число не превышает 1 % от всех иностранцев, живущих в стране. По неофициальным же данным число русскоговорящих, сосредоточенных в основном в кантонах Женевы и Цюриха, значительно больше.
Российско-швейцарские отношения вышли на новый уровень. 2006 год был объявлен «Годом юбилеев». В обеих странах были проведены около 60 культурных мероприятий, такие как выставка «Швейцария—Россия: столетия любви и забвения» в историческом музее Лозанны или организованная Женевой «Неделя экономики и культуры» в Москве.
Сегодня в Швейцарии действуют множество русскоязычных общественных организаций, такие как «Ассоциация российских соотечественников» и «Координационный совет соотечественников». Ими был проведен ряд мероприятий по поддержке русской культуры (например «День славянской письменности и культуры») и научно-практические педагогические конференции. В стране также работают общественные организации, созданные швейцарцами, такие как «Общество учителей русского языка». В ряде городов созданы культурные центры с театрами, кружками по интересам и русскоязычными начальными школами.
Число изучающих русский язык в швейцарских ВУЗах, школах и курсах по данным на 2005 год насчитывает около 2 тысяч человек. При этом растёт число студентов, изучающих русский, в университетах Женевы, Берна, Цюриха и Фрибурга. В 2002 году при Женевском университете был открыт Международный центр МГУ имени М. В. Ломоносова. В то же время, из-за сокращения субсидий кантональных властей сокращается число изучающих русский язык учеников школ. Но при этом всё больший успех имеют коммерческие русскоязычные курсы, что объясняется ростом торгово-экономических связей между двумя странами.
В жизни современной русской общины значительную роль играет православная церковь. Её служители и прихожане в двух странах продолжали общение и в XX веке, особенно после вступления в 1961 году Русской православной церкви в расположенный в Женеве Всемирный совет церквей. В настоящее время в Швейцарии действуют приходы РПЦЗ в составе Московского патриархата.
Заметное место в российской диаспоре в начале XXI века занимают работающие в ЦЕРН русскоязычные учёные. Эти специалисты, в основном физики-ядерщики, принимали активное участие в строительстве Большого адронного коллайдера. Многие из них остались в Швейцарии на постоянное жительство. Сегодня эти исследователи работают во многих университетах, лабораториях и научных центрах страны.

## Швейцария и русская культура
Швейцария занимает особое место в русской культуре, многие классические произведения которой были созданы в этой стране.

### Музыка
Для русских композиторов эта страна также была источником вдохновения.
- В Интерлакене в мае 1870 года Чайковский работал над второй редакцией увертюры «Ромео и Джульетта»[22]. В Кларане в 1877 году им были написаны оперы «Евгений Онегин» и «Орлеанская дева»[23][24].
- Стравинский переехал сюда в начале 1914 года. В 1915-1920 годах он жил в Морже близ Лозанны. Здесь им были написаны оперы «Соловей» и «История солдата», а также одно из самых знаменитых его произведений — балет «Весна священная», имя которого носит одна из улиц в Кларане (фр. Rue du Sacre du Printemps). В честь самого Стравинского назван концертный зал в Монтрё (фр. Auditorium Strawinsky)[25].
- Рахманинов с 1930 по 1940 год много времени проводил в построенной им вилле «Сенар» с видом на гору Пилатус[26]. В это время он часто гастролировал по Европе, выступал с концертами на люцернском фестивале и написал «Рапсодию на тему Паганини», одно наиболее известных и часто исполняемых в XX веке его произведений[27].